# مقاطعة بيب (جورجيا)
مقاطعة بيب (بالإنجليزية: Bibb County)‏ هي إحدى المقاطعات في ولاية جورجيا في الولايات المتحدة الأمريكية.

## أعلام
- جورج إزرائيل